# 韦伊内·蒂里
韦伊内·蒂里（芬蘭語：Väinö Tiiri，1886年1月31日—1966年7月30日），芬兰男子体操运动员。他曾获得1908年夏季奥运会男子团体全能铜牌和1912年夏季奥运会男子团体自由全能银牌。他也在1909年代表Ylioppilasvoimistelijat队在全国体操锦标赛上获得男子团体冠军。